# Kei Nishikori
Kei Nishikori (錦織 圭?, Nishikori Kei; Matsue, 29 dicembre 1989) è un tennista giapponese.
Per il livello di gioco espresso e per i titoli conseguiti è considerato uno dei migliori tennisti asiatici di tutti i tempi.
Vincitore di 12 titoli nel circuito maggiore, il suo miglior ranking ATP è stata la 4ª posizione del 2 marzo 2015. Primo giapponese a raggiungere una finale Slam (US Open 2014) dai tempi di Zenzo Shimizu nel 1920, negli altri tornei del Grande Slam ha disputato i quarti di finale almeno due volte. Alle Olimpiadi di Rio nel 2016 si è aggiudicato la medaglia di bronzo battendo Rafael Nadal nella finale del terzo-quarto posto. Ha preso parte a 4 edizioni delle ATP Finals, raggiungendo le semifinali nel 2014 e 2016.
Nishikori ha subito diversi infortuni nel corso della carriera, in particolare quelli subiti tra il 2021 e il 2024, che lo hanno costretto alla quasi totale inattività.

## Biografia
Dopo averla frequentata per cinque anni, l'11 dicembre 2020 si è sposato con la modella Mai Yamauchi, con la quale ha avuto un figlio.

## Carriera sportiva

### Inizi
Inizia a giocare a tennis a 5 anni e nel 2001 vince il Campionato giapponese esordienti. Nel 2004 lascia il Giappone e si trasferisce in Florida per perfezionarsi alla Tennis Academy di Nick Bollettieri. La trasferta sua e di altre promesse del tennis giapponese viene finanziata dal Masaaki Morita Tennis Fund group, organizzato dall'amministratore delegato della Sony Akio Morita.

### Juniores
Nel 2004 vince il suo unico titolo nell'ITF Junior Circuit in un torneo marocchino. Ottiene i migliori risultati tra gli juniores nel 2006, raggiungendo i quarti di finale all'Australian Open, la finale al trofeo Bonfiglio e di nuovo i quarti in singolare al Roland Garros, dove vince il torneo di doppio in coppia con Emiliano Massa. Con questo risultato si porta alla 7ª posizione nel ranking mondiale di categoria. A settembre disputa l'ultimo torneo nel circuito chiudendo l'esperienza con un titolo in singolare, tre in doppio e un record di 73 vittorie e 37 sconfitte. Nel 2007 si aggiudica il torneo juniores del Miami Open superando in finale Michael McClune. Tra i suoi primi allenatori figura Brad Gilbert.

### 2006: primo titolo ITF
Nel marzo 2006 debutta tra i professionisti con una sconfitta al primo turno nel Challenger di Kyoto. Nei mesi successivi si dedica al circuito ITF nelle Americhe, e dopo due semifinali in Messico e negli Stati Uniti, in ottobre vince il suo primo Futures al torneo Mexico F18. In novembre vince il suo primo incontro nell'ATP Challenger Tour al torneo di Guayaquil e viene eliminato al secondo turno.

### 2007: esordio nel circuito ATP
Nel marzo 2007 gioca per la prima volta nel circuito maggiore al torneo di doppio del Miami Open in coppia con Gustavo Kuerten e vengono eliminati al primo turno. Il mese dopo perde la finale in singolare e vince quella in doppio in coppia con Donald Young al Futures U.S.A. F8. A maggio arriva per la prima volta in finale in un Challenger all'USTA LA Tennis Open e perde in due set da Alex Bogomolov Jr.. Vince quindi il suo primo Challenger a Smirne in Turchia in doppio in coppia con Jesse Levine. A luglio debutta nell'ATP Tour in singolare al torneo ATP International Series del Los Angeles Open superando i tre turni di qualificazione, al primo incontro del main draw perde in due set da Wesley Moodie.
Supera di nuovo le qualificazioni all'ATP di Indianapolis della settimana dopo e vince il suo primo incontro ATP contro Alejandro Falla. Al secondo turno supera per la prima volta un top 100 sconfiggendo in tre set il nº 83 ATP Michael Berrer; nei quarti cede in tre set al nº 27 Dmitrij Tursunov, che vincerà il titolo. Diventa così il più giovane tennista a qualificarsi ai quarti di un torneo ATP dopo Boris Becker e raggiunge il 276º posto del ranking. Supera il primo turno anche all'ATP di Washington e si arrende a Julien Benneteau al secondo. In agosto esordisce in singolare in un torneo ATP Masters Series a Montréal e viene eliminato al primo turno da Tejmuraz Gabašvili. A fine mese viene sconfitto nel secondo turno di qualificazione agli US Open. A fine stagione esce al primo turno agli ATP di Pechino e Tokyo.

### 2008: primo titolo ATP e top 100

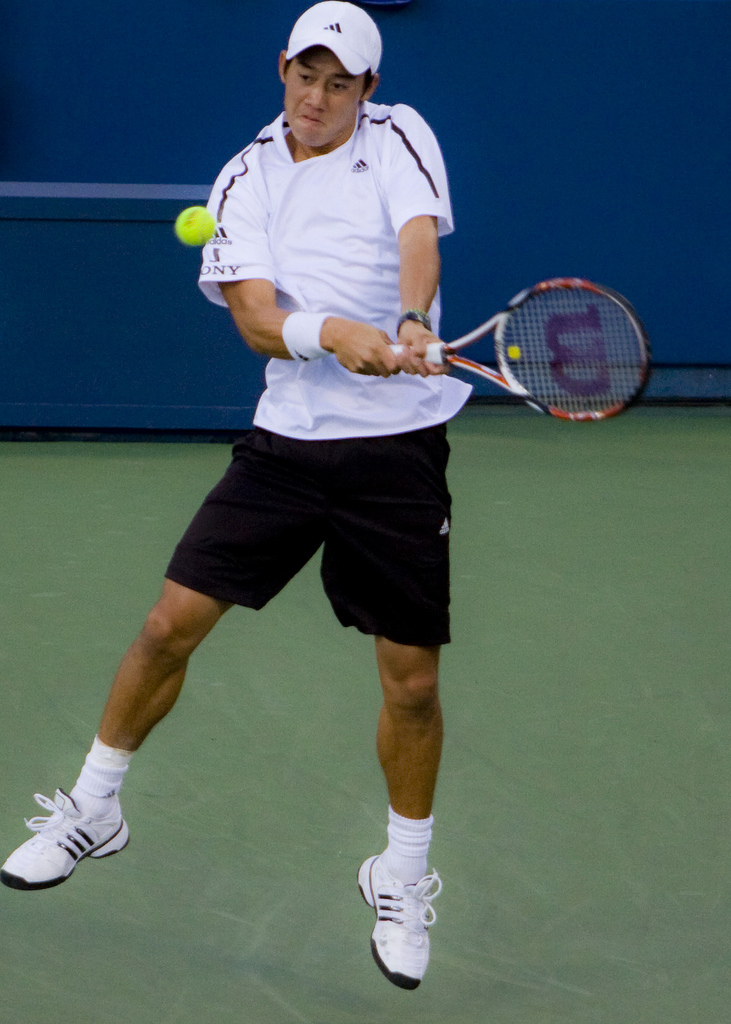
Kei Nishikori agli US Open 2008

Dopo la semifinale raggiunta in gennaio al Challenger di Miami, l'11 febbraio 2008 conquista a Delray Beach il primo titolo ATP a diciotto anni, quando era numero 244 del ranking e partendo dalle qualificazioni, sconfiggendo 3–6, 6–1, 6–4 in finale il nº 12 ATP James Blake. Nessun giapponese aveva vinto un titolo ATP da 16 anni e il successo lo porta al 131º posto della classifica mondiale. In marzo partecipa al suo primo Indian Wells Open, supera le qualificazioni e viene eliminato al primo turno da Marin Čilić, ed esce al primo turno anche al Miami Open. In aprile debutta nella squadra giapponese di Coppa Davis in occasione della sfida sull'erba fuori casa contro l'India, perde in 5 set il primo match contro Rohan Bopanna e si riscatta nella giornata conclusiva battendo in due set Mahesh Bhupathi, con l'India già qualificata.
Inizia la stagione sulla terra battuta con la sconfitta al primo turno contro Blake all'ATP di Houston. A fine aprile vince il Challenger di Bermuda battendo in finale in tre set Viktor Troicki, risultato che lo proietta per la prima volta tra i top 100 del ranking. Non supera le qualificazioni in singolare alla sua prima esperienza da professionista al Roland Garros. Sull'erba del Queen's supera i primi due turni e al terzo si difende con onore nel suo primo incontro con l'allora nº 2 mondiale Rafael Nadal, che vince 6–4, 3–6, 6–3. Al suo esordio in singolare a Wimbledon si ritira durante l'incontro di primo turno per dolori addominali. Subito dopo partecipa al singolare delle Olimpiadi di Pechino e viene eliminato al primo turno in tre set da Rainer Schüttler.
Alla sua prima apparizione nel tabellone principale degli US Open, Nishikori supera per la prima volta il terzo turno in una prova dello Slam battendo in cinque set il nº 4 ATP David Ferrer; al quarto turno viene eliminato in tre set da Juan Martín del Potro. Il risultato gli vale il nuovo best ranking all'81º posto della classifica mondiale. Tra i risultati di rilievo di fine stagione vi sono gli ottavi di finale ai Japan Open Tennis Championships e soprattutto la semifinale al torneo di Stoccolma, nella quale subisce un pesante 1–6, 0–6 dal padrone di casa Robin Söderling. Chiude l'annata con il suo nuovo best ranking ATP in 63ª posizione e a fine anno gli viene assegnato il premio ATP riservato al tennista che si è migliorato di più nel corso della stagione.

### 2009-2010: infortunio al gomito, uscita dal ranking e rientro nei top 100
Dopo i quarti di finale raggiunti al torneo ATP di Brisbane a inizio gennaio, Nishikori viene eliminato al primo turno ad Adelaide e soprattutto agli Australian Open, battuto in tre set da Jürgen Melzer; nei successivi tornei ATP non supera il secondo turno. Un infortunio al gomito destro lo costringe all'inattività a partire da marzo e a operarsi in agosto. Dal 56º posto nel ranking raggiunto in febbraio scivola al 418º di fine 2009.
Torna nel circuito ATP nel febbraio 2010 a Delray Beach a quasi un anno dall'ultimo incontro disputato, e viene eliminato al primo turno. Costretto ad altre 7 settimane di inattività, perde tutti i punti ATP accumulati ed esce dal ranking; rientra nel circuito Challenger e dopo due eliminazioni ai quarti vince in maggio il torneo di Savannah battendo in finale 6–4, 6–0 Ryan Sweeting e ricomincia a scalare la classifica mondiale. Si ripete nel successivo Sarasota Open sconfiggendo in tre set in finale Brian Dabul. In maggio accede per la prima volta al tabellone principale del Roland Garros e supera al primo turno in 5 set Santiago Giraldo, al secondo subisce una dura sconfitta dal nº 3 ATP Novak Đoković. Esce al primo turno nei successivi tornei sull'erba del Queen's, di Eastbourne e di Wimbledon, dove Nadal gli concede solo 10 giochi.
Dopo le premature eliminazioni nei tornei ATP di Los Angeles e Washington, si aggiudica il Binghamton Challenger sconfiggendo in finale Robert Kendrick. Il suo miglior risultato stagionale è il terzo turno agli US Open 2010, dove si ritira durante l'incontro con Albert Montanes dopo aver eliminato in 5 set la testa di serie nº 11 Marin Čilić. Esce al primo turno nei successivi tre tornei ATP e vince uno dei tre Challenger a cui partecipa, battendo di nuovo in finale Kendrick a Knoxville, risultato che gli permette di rientrare tra i top 100.

### 2011: seconda finale ATP e nº 24 del ranking

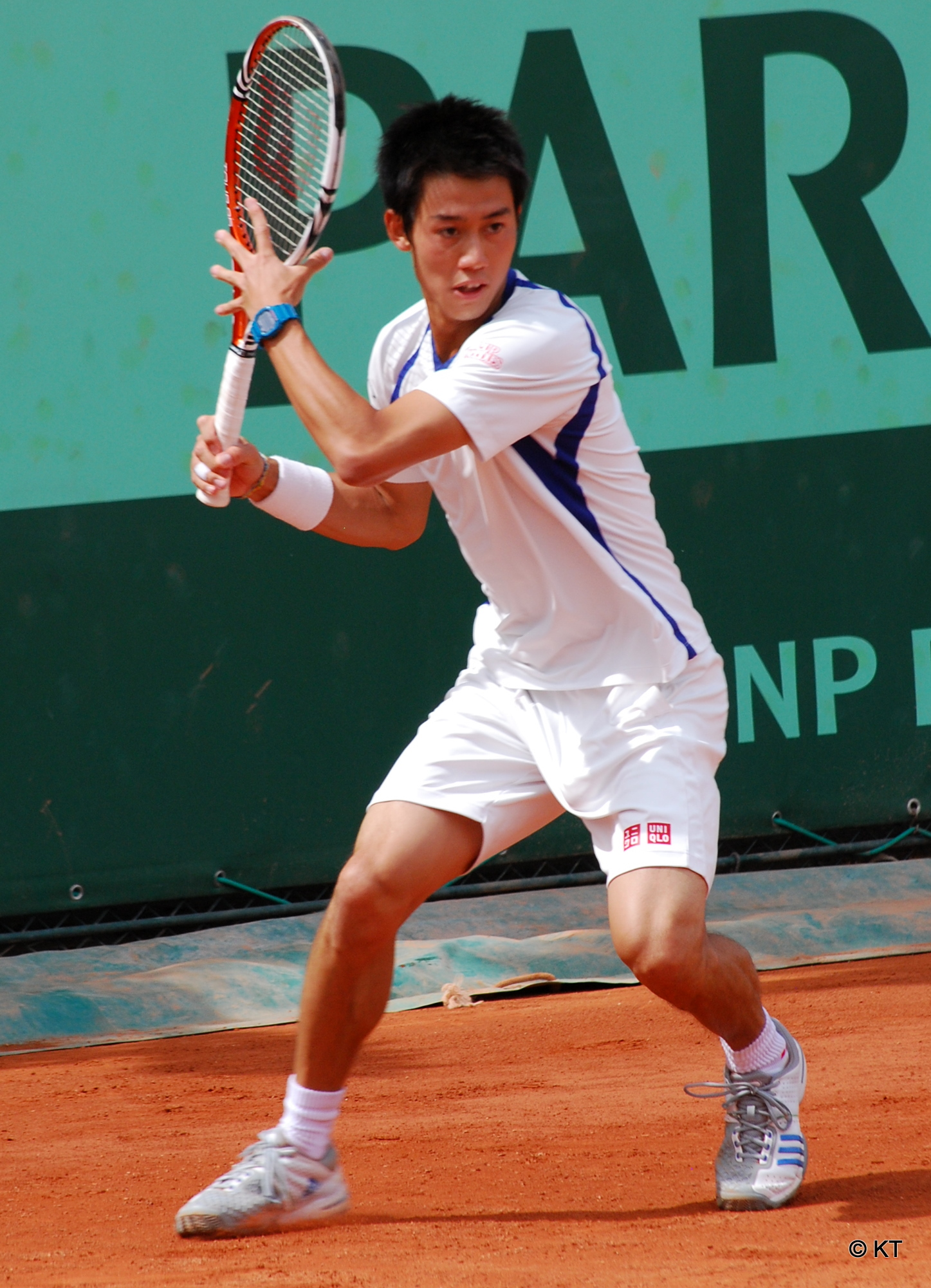
Roland Garros 2011

Inizia bene il 2011 all'ATP di Chennai battendo di nuovo Marin Čilić, campione uscente, e nei quarti viene sconfitto da Janko Tipsarević. Ottiene le sue prime vittorie nello Slam australiano sconfiggendo Fabio Fognini e Florian Mayer prima della secca sconfitta patita al terzo turno contro il nº 9 ATP Fernando Verdasco; sale al 70º posto mondiale. È ancora Tipsarević a sbarrargli la strada in semifinale al torneo ATP di Delray Beach, a cui fanno seguito le eliminazioni al primo turno a Indian Wells e al secondo a Miami. Il 10 aprile torna in una finale del circuito maggiore agli U.S. Men's Clay Court Championships di Houston, uscendo sconfitto nell'atto conclusivo da Ryan Sweeting.
Esce al terzo turno del Barcelona Open per mano di Feliciano López, e dopo le premature sconfitte a Belgrado, Madrid e Roma, alla sua seconda partecipazione nel main draw del Roland Garros viene superato in 4 set al secondo turno da Serhij Stachovs'kyj. Subisce la terza sconfitta stagionale da Tipsarević nella semifinale sull'erba di Eastbourne ed esce al primo turno al successivo Slam di Wimbledon. Subito dopo è protagonista nella sfida di Coppa Davis a Kōbe contro l'Uzbekistan vincendo entrambi gli incontri in singolare e quello in doppio. Dopo il terzo turno raggiunto a Winston Salem, Nishikori si ritira durante il match contro Flavio Cipolla per un infortunio all'inguine al primo turno degli US Open.
La settimana dopo trascina il Giappone tra le nazioni di vertice del tennis per la prima volta dopo molti anni con la qualificazione al Gruppo Mondiale vincendo tutti e tre gli incontri disputati nello spareggio di Tokyo contro l'India. Incassa quindi la quarta sconfitta dell'anno da Tipsarević, la terza in una semifinale, al Malaysian Open, dove nei quarti aveva superato il nº 11 ATP Nicolás Almagro. A Shanghai si qualifica per la prima volta alla semifinale di un Masters 1000 superando tra gli altri la testa di serie nº 4 Jo-Wilfried Tsonga e Aleksandr Dolhopolov. Subisce quindi un pesante 3–6, 0–6 dal nº 4 ATP Andy Murray e sale al 30º posto nel ranking, superando il precedente record giapponese detenuto da Shūzō Matsuoka con il 46º posto raggiunto nel 1992.
Il successivo 6 novembre perde 1–6, 3–6 la finale di Basilea contro il padrone di casa Roger Federer dopo aver eliminato in semifinale il nº 1 del mondo Novak Đoković con un significativo 2–6, 7–6, 6–0, rimontando un passivo di 4–5 e 0–30 nel secondo set. Il grande risultato lo spinge al 24º posto mondiale, nuovo best ranking. In dicembre ottiene una vittoria e una sconfitta nei singolari della sfida di Coppa Davis contro la Croazia, che vince 3–2 e costringe il Giappone agli spareggi per rimanere nel Gruppo Mondiale.

### 2012: prima volta ai quarti di uno Slam, secondo titolo ATP e top 20
Inizia la nuova stagione con l'eliminazione al secondo turno del Brisbane International 2012. Agli Australian Open perde nei quarti da Andy Murray dopo aver eliminato in 5 set il nº 6 del mondo Jo-Wilfried Tsonga. È il primo giapponese a raggiungere i quarti dello Slam australiano in 80 anni e nel ranking si spinge in 20ª posizione. Viene sconfitto nei quarti di finale a Buenos Aires da Stan Wawrinka e al secondo turno a Indian Wells, risultato che gli consente comunque di ritoccare il best ranking portandosi al 16º posto. Subito dopo Nadal lo elimina negli ottavi del Miami Open. Inizia bene la stagione europea sulla terra raggiungendo gli ottavi di finale a Montecarlo, battuto in tre set dal nº 7 ATP Tomáš Berdych, e i quarti di finale a Barcellona, dove si ritira durante il match con Verdasco per un risentimento agli addominali che gli fa saltare gli appuntamenti di Madrid, Roma e del Roland Garros.
Rientra nel circuito a Wimbledon e viene eliminato nei sedicesimi di finale da Juan Martín del Potro. Raggiunge i quarti a Newport e ad Atlanta, dove viene battuto a sorpresa rispettivamente da Rajeev Ram e da Gō Soeda, che gli concede solo 3 game. Si riscatta al torneo olimpico di Londra, dove perde 4–6, 6–7 nei quarti dal nº 9 del mondo Juan Martín del Potro dopo aver eliminato il nº 5 David Ferrer. In doppio perde al primo turno in coppia con Go Soeda contro Wawrinka/Federer. Eliminato all'esordio nel Masters 1000 canadese di Toronto, al Cincinnati Open perde agli ottavi da Wawrinka mentre agli US Open si ferma al terzo turno, sconfitto da Cilic in 4 set. Vince in singolare l'unico incontro disputato nello spareggio di Tokyo per rimanere nel Gruppo Mondiale di Coppa Davis contro Israele, che elimina il Giappone con il risultato di 3–2.
Raggiunge la semifinale a Kuala Lumpur e perde dopo aver sprecato un match point contro Juan Mónaco, che si aggiudicherà il torneo. Il 7 ottobre vince il suo secondo titolo ATP sconfiggendo 7–6, 3–6, 6–0 Milos Raonic nella finale del Japan Open dopo aver superato nei quarti in due set il nº 6 ATP Berdych. Diventa per la prima volta il nº 15 del ranking. Viene poi eliminato al secondo incontro disputato sia allo Shanghai Masters che al Paris Masters, rispettivamente da Querrey e da Gilles Simon. Alla fine del 2012 è 19º nel ranking, primo asiatico a chiudere la stagione tra i top 20 dal 2003, quando Paradorn Srichaphan aveva chiuso in 11ª posizione.

### 2013: terzo titolo ATP

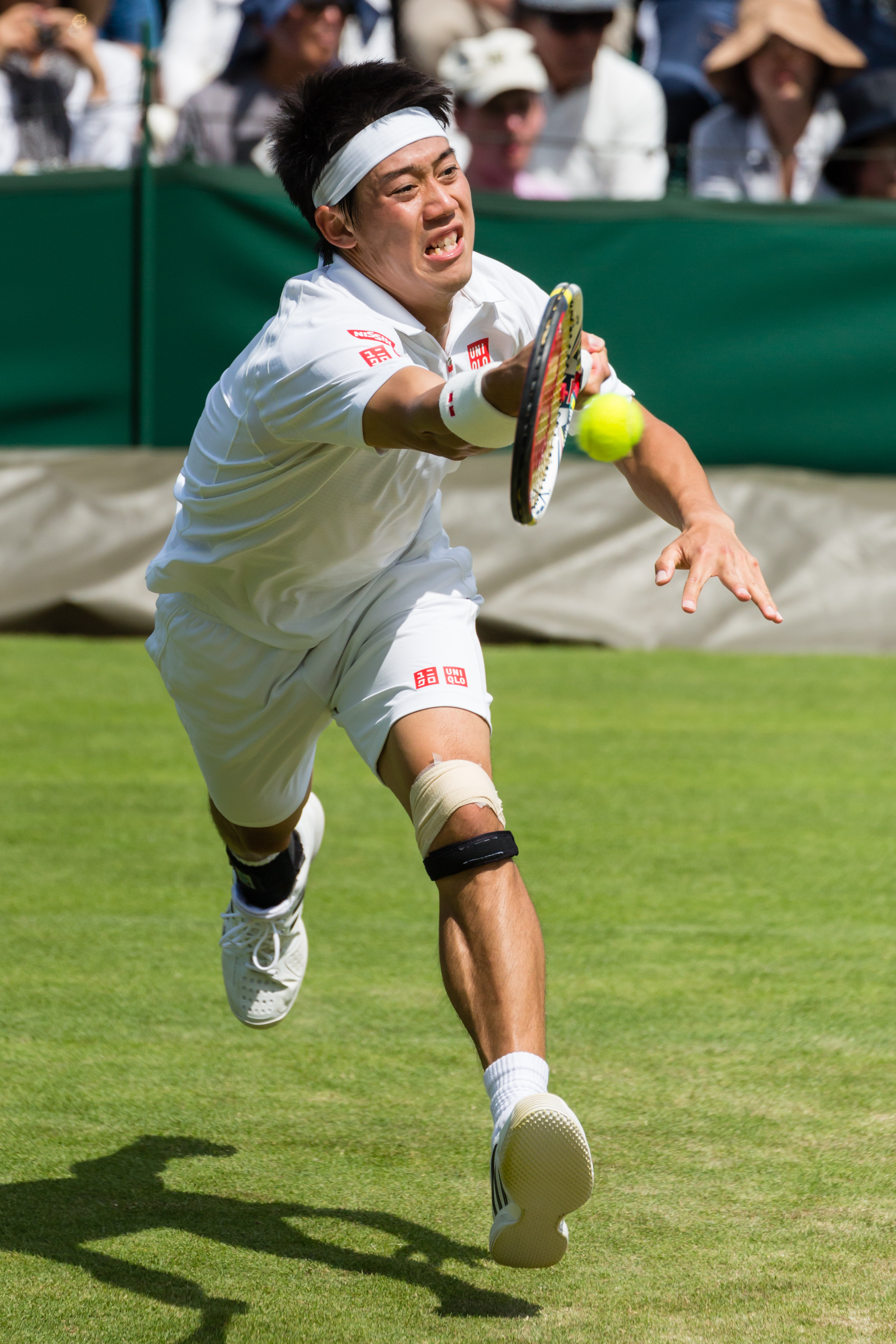
Wimbledon 2013

Inizia il 2013 al Brisbane International e si ritira durante la semifinale con Andy Murray per un infortunio al ginocchio. Si ritira quindi senza giocare anche dalla semifinale di doppio, dove era arrivato in coppia con Grigor Dimitrov. Si trascina il dolore anche ai successivi Australian Open e subisce un pesante 2–6, 1–6, 4–6 da David Ferrer negli ottavi. Il 24 febbraio arriva il terzo trionfo ATP in carriera all'ATP 500 di Memphis; senza perdere alcun set in tutto il torneo, batte in finale Feliciano López con un secco 6–2, 6–3. Perde a sorpresa da Carlos Berlocq al terzo turno dell'Indian Wells Open. Al successivo Miami Open arriva agli ottavi senza perdere alcun set e viene di nuovo sconfitto da Ferrer.
A Barcellona non va oltre il terzo turno mentre al terzo turno del Madrid Open riesce nell'impresa di battere 6–4, 1–6, 6–2 il nº 2 del mondo Roger Federer; nei quarti cede in 2 set a Pablo Andújar. Dopo l'eliminazione al secondo turno degli Internazionali d'Italia, diventa il primo giapponese dal 1938 a qualificarsi per gli ottavi al Roland Garros, dove Nadal lo sconfigge concedendogli solo 8 giochi. La settimana dopo, malgrado l'eliminazione al primo turno sull'erba di Halle, porta il best ranking all'11º posto. A Wimbledon si arrende al terzo turno ad Andreas Seppi dopo 5 set.
Eliminato negli ottavi a Washington e al Masters 1000 di Montréal, esce al primo turno al Cincinnati Open. Desta sorpresa la sua sconfitta in tre set al primo turno degli US Open da parte del nº 179 del ranking Daniel Evans. In settembre vince entrambi i singolari nella sfida contro la Colombia valida come spareggio per accedere al Gruppo Mondiale di Coppa Davis, che il Giappone vince per 3–2. Non si ripete nel torneo vinto l'anno prima a Tokyo, battuto nel quarti da Nicolás Almagro. A fine stagione non supera il terzo turno nei Masters di Shanghai e Parigi e nell'ATP 500 di Basilea.

### 2014: prima finale Slam agli US Open, quattro titoli ATP, prima volta alle ATP Finals e top 5

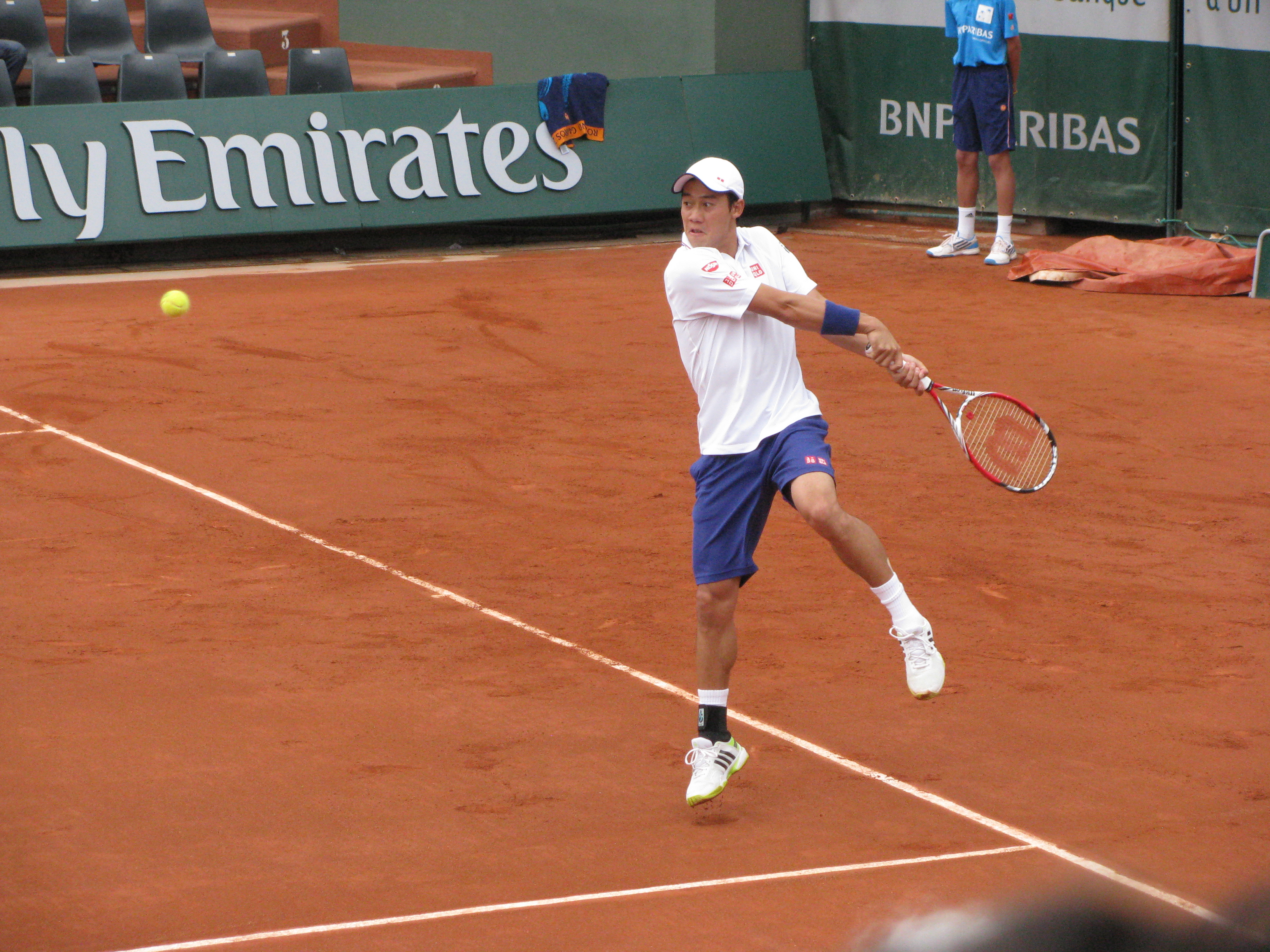
Kei Nishikori al Roland Garros 2014

Comincia bene la stagione al Brisbane International 2014 arrivando in semifinale e viene rimontato e sconfitto da Lleyton Hewitt. Ai successivi Australian Open perde agli ottavi contro Nadal in tre set. A fine gennaio vince a Tokyo entrambi i singolari e il doppio nella sfida di Coppa Davis valida per il primo turno del Gruppo Mondiale. Corona il buon inizio di stagione confermandosi campione a Memphis, torneo declassato ad ATP 250, battendo in finale Ivo Karlović per 6–4, 7–6. Eliminato agli ottavi a Delray Beach e ai sedicesimi all'Indian Wells Open, raggiunge la sua seconda semifinale in un Masters 1000 a Miami superando Grigor Dimitrov, Ferrer vincendo 11–9 il tie-break decisivo e nei quarti ha la meglio su Federer in tre set. Non disputa la finale contro Djokovic per un risentimento inguinale.
Ad aprile conquista il primo titolo ATP in carriera su terra battuta al torneo di Barcellona battendo 6–2, 6–2 in finale Santiago Giraldo. Il 9 maggio 2014, sconfiggendo Feliciano López nei quarti di finale a Madrid diventa il primo giapponese a entrare tra i primi dieci giocatori del ranking ATP nonché il primo asiatico dal 2004 dopo Paradorn Srichaphan. In semifinale batte David Ferrer dopo 10 match points e raggiunge per la prima volta la finale di un torneo Masters 1000. Nell'atto decisivo affronta Rafael Nadal e, dopo 14 vittorie consecutive, è costretto al ritiro al terzo set per problemi alla schiena. Grazie a questi risultati raggiunge la posizione numero 9 del ranking. Dopo due settimane di riposo rientra al Roland Garros e viene sconfitto al primo turno. Sull'erba di Halle viene battuto in semifinale da Federer, mentre a Wimbledon si arrende negli ottavi a Milos Raonic in 4 set.
Sconfitto duramente nei quarti a Washington da Richard Gasquet, agli US Open supera al termine di due battaglie vinte 6–4 al quinto set Raonic negli ottavi e Wawrinka nei quarti. Il 6 settembre batte in semifinale in quattro set il nº 1 mondiale Novak Đoković e conquista la sua prima finale Slam in carriera, dove cede a Čilić con un triplo 6–3 in un'ora e quaranta minuti. È il primo tennista giapponese a raggiungere una finale del Grande Slam. Solo Zenzo Shimizu era riuscito nell'edizione del 1920 di Wimbledon ad arrivare alla finale del torneo preliminare (in inglese all comers' final), che precedeva il match nel quale veniva assegnato il titolo, ed era stato sconfitto da Bill Tilden.
Al successivo Malaysian Open conquista il sesto titolo ATP superando in finale Julien Benneteau con il punteggio di 7–6, 6–4. La trionfale stagione prosegue tra le mura amiche dell'ATP 500 di Tokyo battendo in finale Milos Raonic per 7–6, 4–6, 6–4. La serie di 9 vittorie consecutive viene interrotta da Jack Sock, che lo sconfigge allo Shanghai Masters. Al Masters parigino supera in tre set i top 20 Tommy Robredo, Jo-Wilfried Tsonga e David Ferrer prima della dura sconfitta in semifinale contro Djokovic. Accede per la prima volta in carriera alle ATP World Tour Finals e nel round-robin batte all'esordio per 6–4, 6–4 Andy Murray. Dopo la sconfitta subita da Federer, si qualifica alle semifinali superando in rimonta David Ferrer per 4–6, 6–4, 6–1. In semifinale viene sconfitto da Djokovic con il risultato di 1–6, 6–3, 0–6. Conclude una delle migliori annate della carriera al 5º posto ATP, suo nuovo best ranking, il migliore mai conseguito da un asiatico a fine stagione.

### 2015: tre titoli ATP e nº 4 del ranking

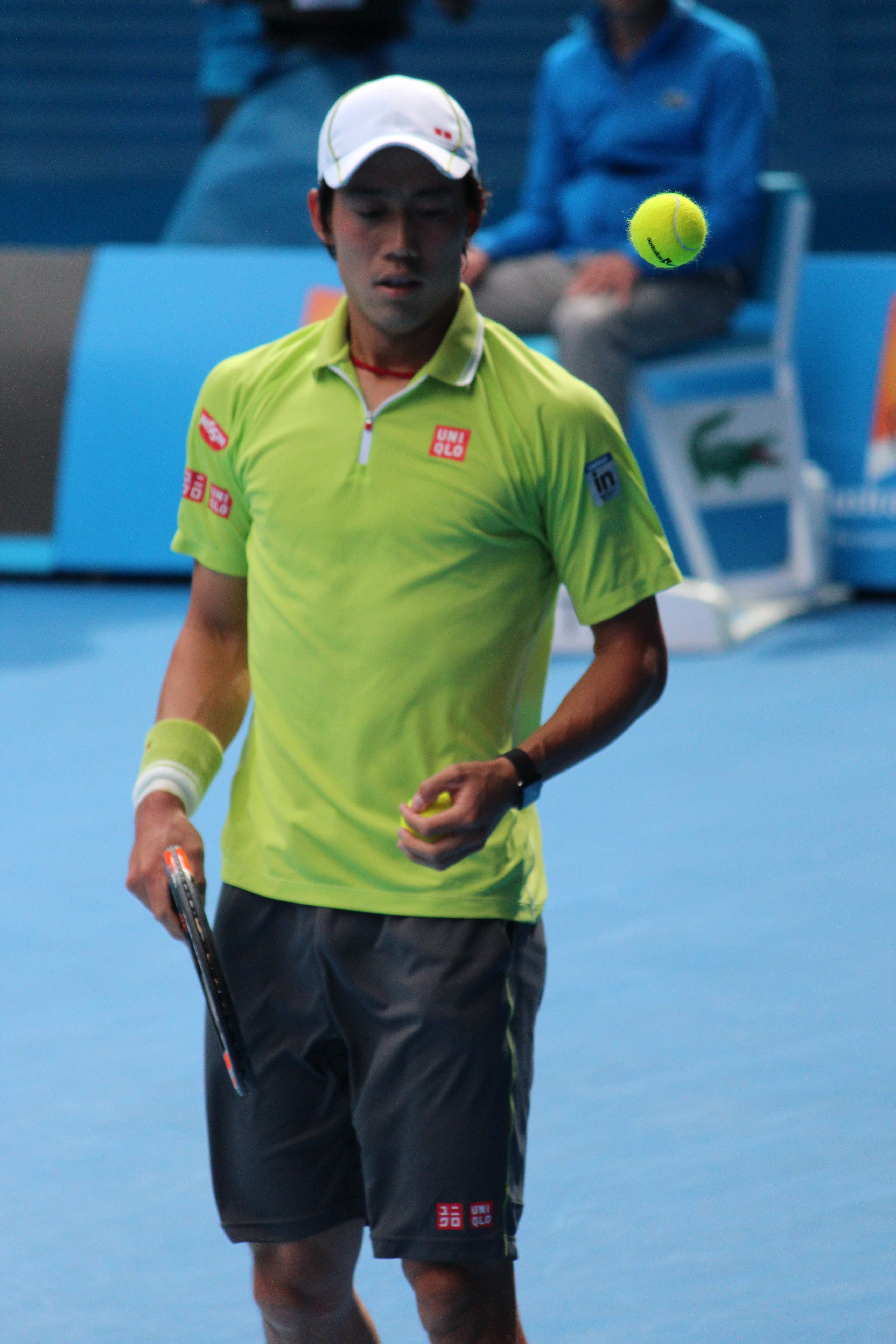
Kei Nishikori all'Australian Open 2015

Inizia l'anno al Brisbane International 2015 perdendo in tre set la semifinale contro Milos Raonic; nel torneo di doppio arriva per la prima volta a disputare una finale ATP e in coppia con Aleksandr Dolhopolov viene sconfitto in due set da Jamie Murray/John Peers. Agli Australian Open, per la seconda volta in carriera raggiunge i quarti di finale e viene sconfitto dal campione uscente Stan Wawrinka. Conquista il suo ottavo titolo in carriera e diventa il primo giocatore a vincere il Memphis Open per tre volte consecutive, battendo in finale Kevin Anderson in due set. Viene quindi sconfitto in due set da David Ferrer nella finale dell'Abierto Mexicano de Tenis, risultato che gli garantisce il nuovo miglior ranking alla 4ª posizione. A Indian Wells viene sconfitto da Feliciano López al quarto turno. Nel successivo Miami Open 2015 batte in sequenza Michail Južnyj, Viktor Troicki e David Goffin senza mai perdere un set, per poi arrendersi nei quarti di finale a John Isner.
Inizia la stagione sulla terra vincendo l'ATP 500 di Barcellona, supera tra gli altri Roberto Bautista Agut, in semifinale Martin Kližan e in finale sconfigge Pablo Andújar 6–4, 6–4. Al Madrid Open viene sconfitto in semifinale in due set da Andy Murray dopo aver eliminato David Goffin, di nuovo Bautista Agut e David Ferrer. Agli Internazionali d'Italia viene sconfitto in tre set nei quarti da Novak Đoković. Con la vittoria al quarto turno del Roland Garros su Tejmuraz Gabašvili diventa il primo giapponese a raggiungere dopo 82 anni i quarti di finali del torneo, e viene sconfitto in cinque set dal padrone di casa Jo-Wilfried Tsonga. Sull'erba di Halle è costretto al ritiro nel primo set della semifinale che lo vede opposto ad Andreas Seppi. Al primo turno a Wimbledon vince contro Simone Bolelli in cinque set; verso fine gara si infortuna a un polpaccio ed è quindi costretto a ritirarsi dal torneo.
Al torneo ATP di Washington batte in semifinale in tre set Cilic e sconfiggendo 4–6, 6–4, 6–4 in finale John Isner si aggiudica il terzo titolo stagionale e decimo in carriera. Disputa un ottimo Masters 1000 a Montréal arrivando in semifinale senza perdere un set contro Andujar, Goffin e Nadal, battuto nei quarti con un eloquente 6–2, 6–4. Crolla in semifinale contro Andy Murray, che si impone 6–3, 6–0. Agli US Open esce di scena al primo turno contro Benoît Paire, che in ottobre lo elimina anche in semifinale all'ATP di Tokyo. Eliminato agli ottavi in entrambi i Masters 1000 di Shanghai e Parigi, si qualifica come nº 8 del ranking per il secondo anno consecutivo alle ATP World Tour Finals. Batte Tomáš Berdych e viene eliminato dopo le due sconfitte contro Novak Djokovic e Roger Federer.

### 2016: 11º titolo ATP e medaglia di bronzo olimpica

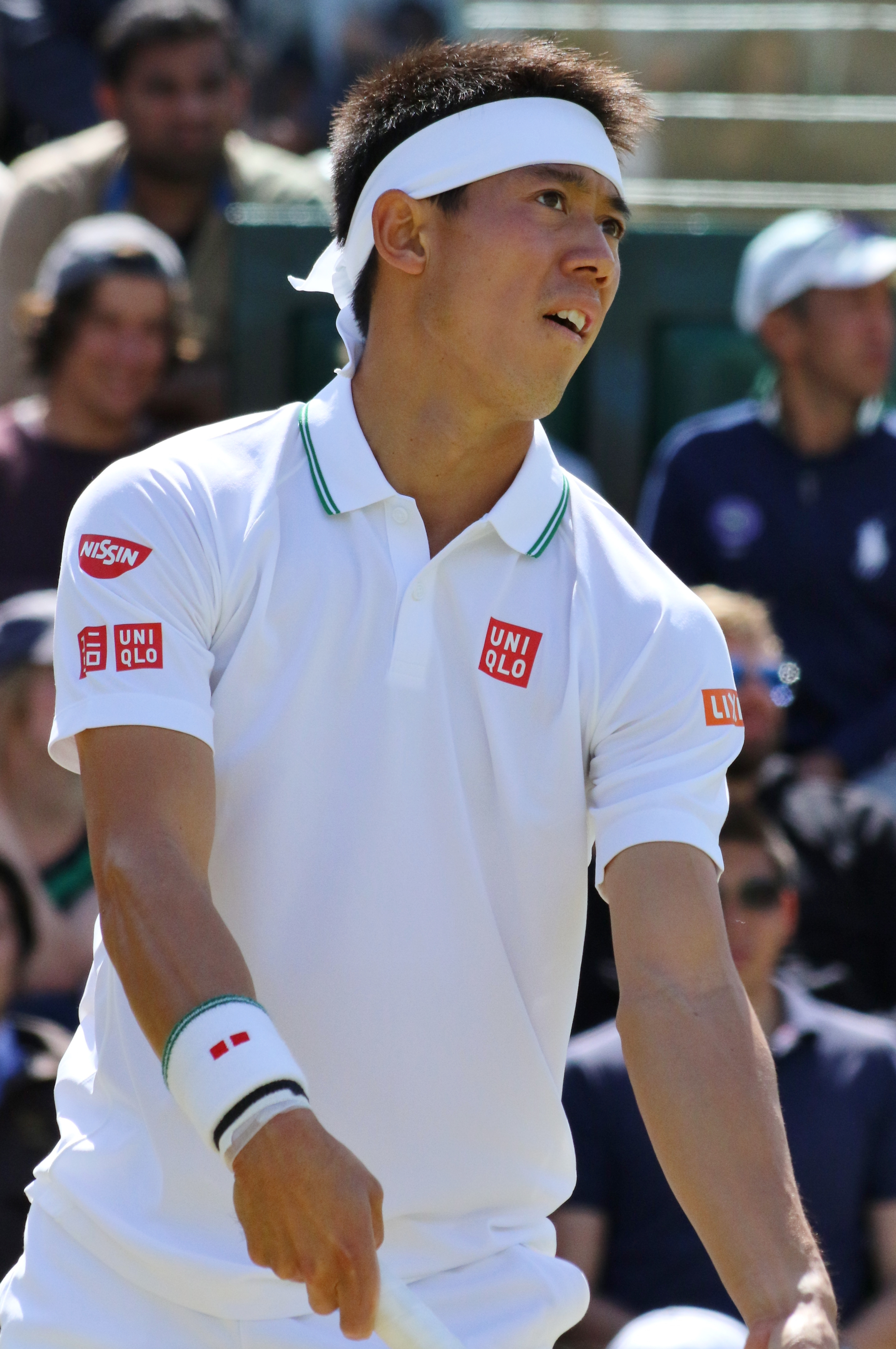
Kei Nishikori a Wimbledon 2016

Al Brisbane International 2016 esce nei quarti in singolare mentre nel torneo di doppio, in coppia con Dimitrov, viene eliminato in semifinale. Agli Australian Open 2016 sconfigge negli ottavi di finale la testa di serie numero 9 Jo-Wilfried Tsonga e perde nei quarti da Novak Đoković. Al Memphis Open sconfigge in finale Taylor Fritz, laureandosi campione per la quarta volta consecutiva. Eliminato al secondo turno ad Acapulco, in Coppa Davis batte Daniel Evans e viene sconfitto da Andy Murray in cinque set. A Indian Wells perde nei quarti di finale da Rafael Nadal. Raggiunge quindi la sua prima finale in carriera a Miami dopo aver sconfitto Herbert, Dolhopolov, Bautista Agut, Monfils e Kyrgios, e cede a Đoković con un doppio 6–3.
Inizia la stagione sul rosso a Barcellona, dove detiene il titolo da due anni, raggiunge di nuovo la finale e viene sconfitto da Rafael Nadal. Raggiunge le semifinali a Madrid e Roma e viene sconfitto in entrambe le occasioni da Đoković. Al Roland Garros non va oltre gli ottavi, sconfitto da in quattro set da Richard Gasquet. Si ritira al secondo turno ad Halle e agli ottavi a Wimbledon. Al Masters canadese di Toronto raggiunge la finale e viene sconfitto ancora una volta da Đoković. Alle Olimpiadi di Rio non perde alcun set contro Albert Ramos Viñolas, John Millman e Andrej Martin. Nei quarti supera Gaël Monfils per 7–6 4–6 7–6 e in semifinale viene sconfitto da Andy Murray per 1–6 4–6; nella finale terzo–quarto posto sconfigge Rafael Nadal con il punteggio di 6–2 6–7 6–3, conquistando così la medaglia di bronzo.
La settimana seguente a Cincinnati viene sconfitto al terzo turno da Bernard Tomić. Agli US Open supera nei quarti di finale il numero due del mondo Murray, prima di essere sconfitto in semifinale da Stan Wawrinka. Torna in campo a Tokyo e si ritira al secondo turno. A Basilea raggiunge un'altra finale battendo, tra gli altri Juan Martín del Potro e viene sconfitto da Marin Čilić. A Parigi perde al terzo turno contro Jo-Wilfried Tsonga. Si qualifica nuovamente alle Finals e dopo il successo su Stan Wawrinka viene sconfitto in tre set da Andy Murray e Marin Čilić. Si qualifica ugualmente per la semifinale e viene sconfitto per la sesta volta consecutiva, da Đoković, che in questo match gli concede due soli giochi.

### 2017: infortunio al polso
Inizia la stagione a Brisbane e dopo la vittoria in semifinale con Stan Wawrinka viene sconfitto in finale da Grigor Dimitrov per 6–2, 2–6, 6–3. Agli Australian Open perde negli ottavi di finale al quinto set da Roger Federer. Raggiunge la finale anche a Buenos Aires e viene sconfitto in due set da Aleksandr Dolhopolov. Eliminato all'esordio a Rio, raggiunge i quarti a Indian Wells, Miami e Madrid e viene battuto rispettivamente da Jack Sock, Fabio Fognini e Novak Đoković. Agli Internazionali d'Italia supera David Ferrer e viene sconfitto al terzo turno da Juan Martín del Potro. A Ginevra viene eliminato in semifinale da Miša Zverev, mentre al  Roland Garros esce di scena nei quarti di finale per mano di Andy Murray.
Ad Halle si ritira nel match di secondo turno e a Wimbledon cede in quattro set al terzo turno a Roberto Bautista Agut. Torna in campo a Washington e dopo il successo su Juan Martín del Potro viene eliminato in semifinale da Alexander Zverev con il punteggio di 6–3, 6–4. Non supera il primo turno a Montréal e un infortunio al polso destro lo costringe a chiudere la stagione prematuramente. L'11 settembre esce per la prima dalla Top 10 dall'agosto 2014 e chiude la stagione al 22º posto.

### 2018: quarti di finale a Wimbledon e semifinale agli US Open

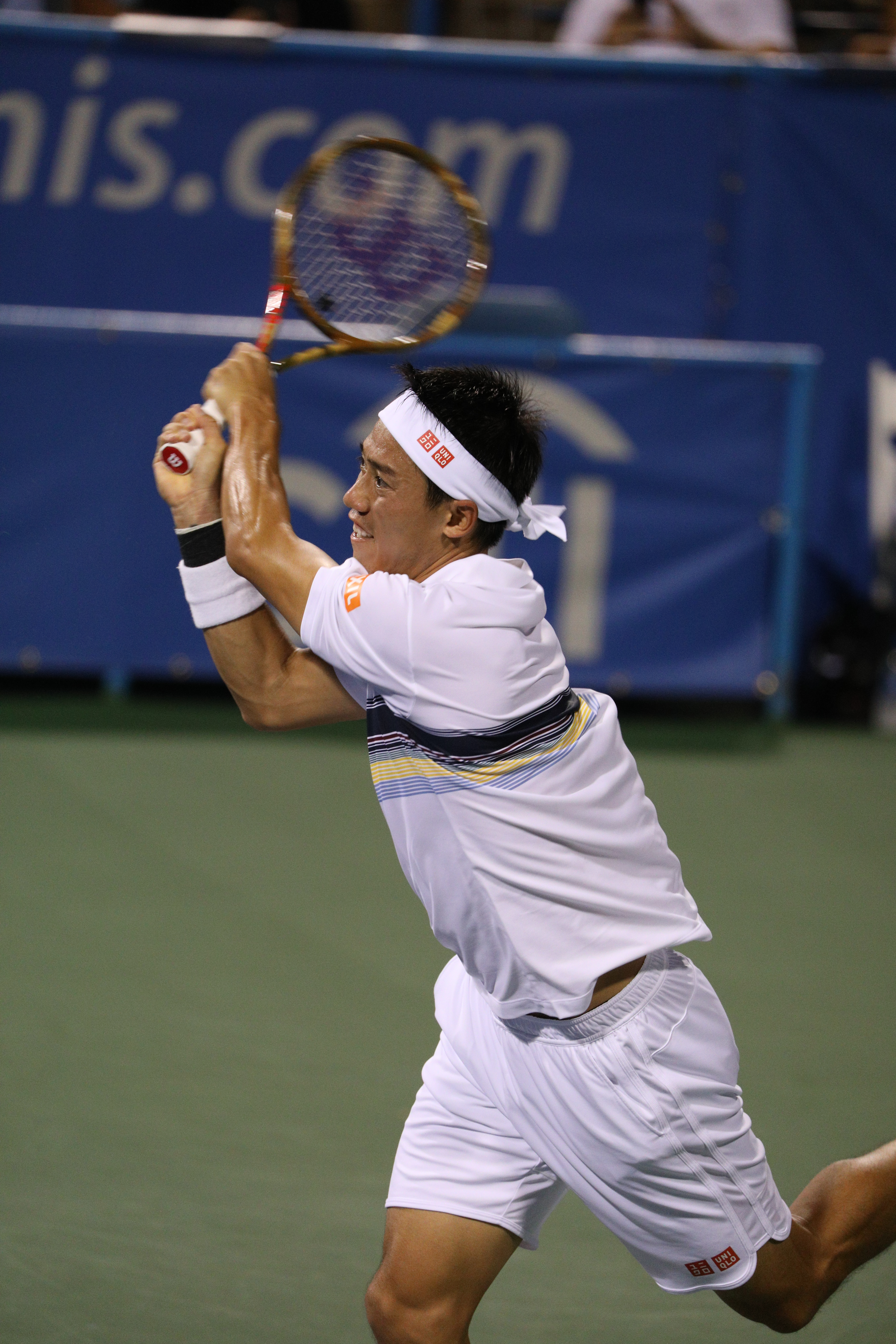
Kei Nishikori al Citi Open 2018

Ritorna alle competizioni partendo dai Challenger e vince quello di Dallas battendo Mackenzie McDonald in finale. All'ATP di New York cede in semifinale a Kevin Anderson, che si impone al tie-break nel terzo set. Non va oltre il primo turno ad Acapulco e il secondo a Miami e scende in classifica alla 39ª posizione, la peggiore dall'ottobre 2011. Ritorna a giocare una finale in un Masters 1000 a Monte Carlo; nei primi turni si impone su Tomáš Berdych, Daniil Medvedev e Andreas Seppi. Nei quarti ha la meglio sulla testa di serie numero 2 Marin Čilić e in semifinale sulla numero 3 Alexander Zverev, e viene sconfitto da Rafael Nadal per 3–6, 2–6. Si ritira durante il match di primo turno a Barcellona ed esce al primo turno anche al Masters di Madrid, dove perde in due set da Novak Đoković. Il campione serbo lo elimina anche nei quarti a Roma, dopo che Nishikori aveva sconfitto Feliciano López, Grigor Dimitrov e Philipp Kohlschreiber. Nello Slam parigino supera Benoît Paire al quinto set e Gilles Simon e negli ottavi viene sconfitto in quattro set dal futuro finalista Dominic Thiem. Nello Slam di Wimbledon elimina tra gli altri Nick Kyrgios, battendo Ernests Gulbis raggiunge per la prima volta i quarti di finale e viene sconfitto nuovamente dal vincitore del torneo Novak Đoković.
Sul cemento a Washington viene eliminato nei quarti di finale dal futuro vincitore Alexander Zverev, mentre esce nelle fasi iniziali nei Masters di Montréal e Cincinnati. Agli US Open elimina Gaël Monfils, che si ritira durante l'incontro, Diego Schwartzman e Philipp Kohlschreiber. Nei quarti ha la meglio sul numero 7 del mondo Marin Čilić al quinto set. La semifinale lo vede opposto al due volte campione Đoković, che gli concede solo nove giochi. Non va oltre la semifinale all'Open de Moselle, mentre raggiunge la finale ai Japan Open Tennis Championships e viene battuto da Daniil Medvedev per 2–6, 4–6. Allo Shanghai Masters cede nei quarti di finale contro Roger Federer. Raggiunge la terza finale stagionale al Vienna Open e viene sconfitto da Kevin Anderson per 3–6, 6–7. Anche nell'ultimo Masters 1000 stagionale di Parigi-Bercy si ferma ai quarti di finale perdendo in due set contro Federer. Grazie al forfait di Juan Martín del Potro si qualifica alle ATP Finals, esordisce battendo Federer per 7–6, 6–3 ma non si qualifica per le semifinali dopo l'umiliante sconfitta per 0–6, 1–6 patita da Anderson e quella per 1–6, 4–6 contro Dominic Thiem. Chiude l'anno alla posizione numero 9 del ranking mondiale.

### 2019: 12º Titolo ATP, quarti di finale agli Australian Open, Roland Garros e Wimbledon, operazione al gomito
Inizia bene il 2019 aggiudicandosi il Brisbane International battendo in finale Daniil Medvedev per 6–4, 3–6, 6–2. Nei primi turni degli Australian Open vince tre incontri al quinto set, in particolare quello al terzo turno contro Pablo Carreño Busta dopo che una controversa chiamata del giudice di linea scatena la rabbia dello spagnolo che conduceva per 8–5 nel super tie break, Si ritira durante il secondo set nei quarti di finale contro il nº 1 del mondo Novak Đoković per un problema al quadricipite. A febbraio perde in semifinale a Rotterdam contro Stan Wawrinka, mentre a Dubai viene sconfitto negli ottavi da Hubert Hurkacz, vhe lo elimina anche al terzo turno a Indian Wells. A Miami Nishikori perde all'esordio contro Dušan Lajović.

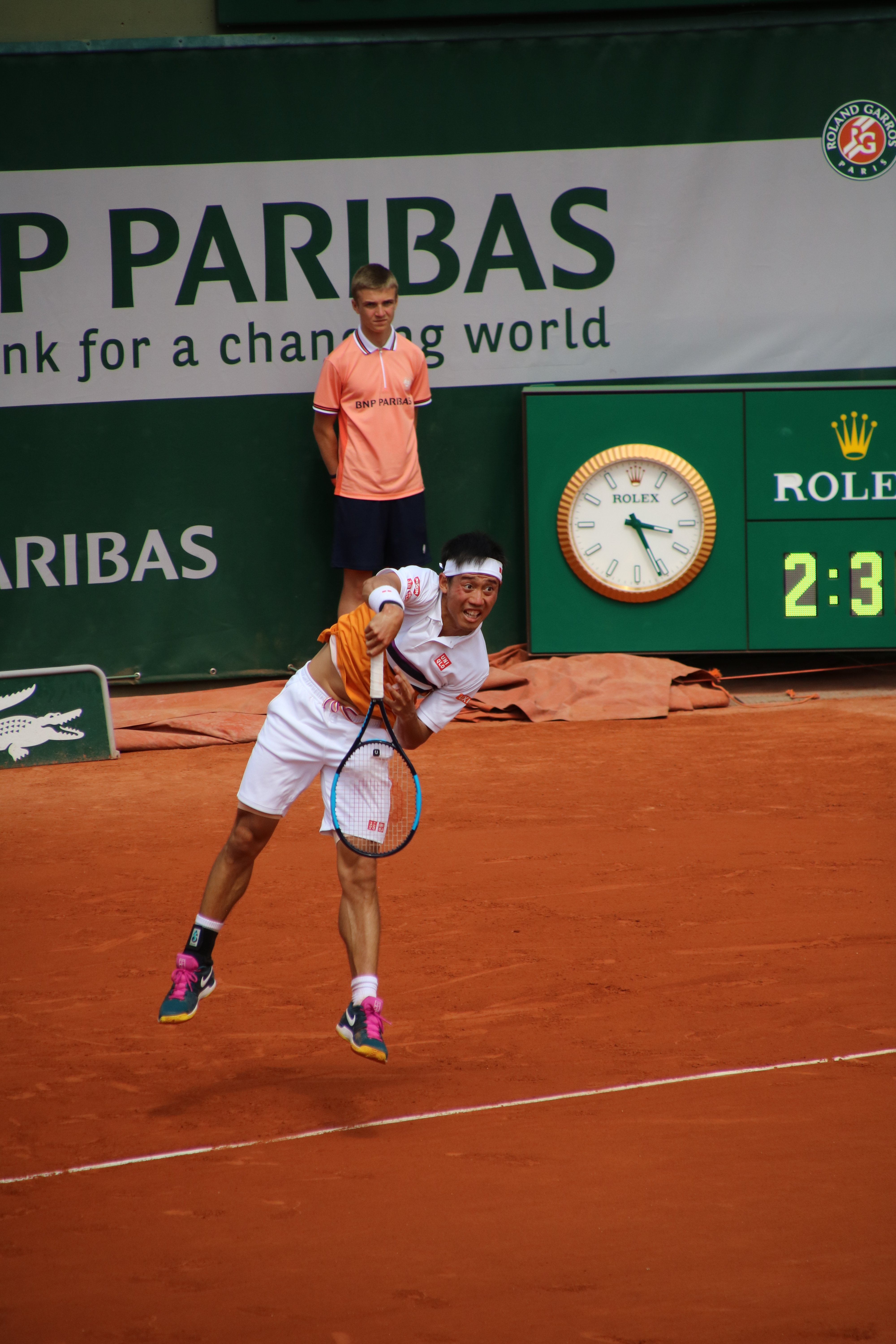
Roland Garros 2019

Esce al turno di esordio anche a Monte Carlo; torna a disputare una semifinale a Barcellona e viene sconfitto in tre set da Daniil Medvedev. Viene eliminato da Wawrinka negli ottavi di finale a Madrid e da Diego Schwartzman nei quarti di finale a Roma. Al Roland Garros elimina al secondo turno il giocatore di casa Jo-Wilfried Tsonga, supera poi al quinto set Laslo Đere e Benoît Paire e diventa il terzo tennista dopo Novak Đoković e Rafael Nadal ad aver raggiunto almeno i quarti di finale in ogni torneo dello Slam da Wimbledon 2018 in poi. Viene sconfitto proprio dal maiorchino, che gli concede cinque soli giochi. Raggiunge i quarti anche a Wimbledon e viene eliminato al quarto set da Roger Federer dopo aver vinto il primo parziale.
Inizia la stagione estiva sul cemento americano uscendo all'esordio a Montréal e a Cincinnati Masters. Agli US Open perde al terzo cede in quattro set contro Alex de Minaur, non riuscendo a difendere la semifinale dell'anno prima. Sarà il suo ultimo torneo stagionale, i dolori al braccio e al gomito destro gli impediscono di continuare a giocare e lo costringono a un intervento chirurgico in ottobre. Il 28 di quello stesso mese esce dalla top 10 dopo poco meno di un anno di permanenza. In novembre annuncia l'inizio della collaborazione con Maks Mirny al posto di Dante Bottini che allenava Nishikori dal 2011, mentre Michael Chang rimane nello staff tecnico come supporto per i tornei più importanti.

### 2020: lunga convalescenza e rientro
Dopo la lunga convalescenza post-operatoria, Nishikori sarebbe pronto al rientro nell'estate del 2020 ma viene trovato per due volte positivo ai test diagnostici della COVID-19. Il nuovo test a cui si sottopone in agosto dà esito negativo e farebbe in tempo a partecipare agli US Open 2020, ma dopo un anno di inattività non si sente pronto ad affrontare un torneo così logorante con gli incontri al limite dei cinque set. Il rientro nel circuito avviene in settembre a distanza di un anno dall'ultimo incontro disputato; si presenta con il nº 34 del ranking al torneo ATP 250 di Kitzbühel e viene eliminato al primo turno. La settimana successiva perde in due set dall'emergente Lorenzo Musetti al secondo turno del Masters 1000 di Roma. Al primo turno del torneo di Amburgo raccoglie solo tre giochi contro Cristian Garín. L'ultimo impegno è a fine settembre il Roland Garros; al primo turno supera il nº 34 ATP Daniel Evans e al secondo perde con Stefano Travaglia, entrambi gli incontri risoltisi al quinto set. Rinuncia agli ultimi tornei stagionali per un dolore alla spalla che lo costringerà nella pausa invernale a modificare il servizio. Chiude al 41º posto del ranking il 2020, nel quale ha disputato solo 6 incontri ufficiali in singolare.

### 2021: una semifinale ATP e quarti di finale alle Olimpiadi
Inizia il 2021 con tre sconfitte consecutive nell'ATP Cup e all'Australian Open. Si sblocca a Rotterdam con i successi sui quotati Félix Auger-Aliassime e Alex de Minaur prima di cedere nei quarti a Borna Ćorić. In marzo raggiunge i quarti anche a Dubai, sconfiggendo tra gli altri il nº 13 ATP David Goffin, e viene eliminato in 3 set da Lloyd Harris. Viene sconfitto al terzo turno sia al Miami Open, dal nº 5 del mondo Stefanos Tsitsipas, che a Barcellona, dal nº 2 e futuro vincitore del titolo Nadal. Nei successivi tre tornei viene eliminato dal nº 6 ATP Alexander Zverev, al secondo turno a Madrid dopo aver sconfitto Karen Chačanov, al terzo a Roma, dove elimina l'idolo di casa Fognini, e negli ottavi al Roland Garros. All'esordio stagionale sull'erba esce di scena al secondo turno ad Halle per mano dell'emergente Sebastian Korda. Viene eliminato al secondo turno anche a Wimbledon con la sconfitta in quattro set subita da Jordan Thompson. La prematura uscita dallo Slam londinese lo porta alla 57ª posizione nel ranking, e per alcune settimane si trova al secondo posto tra i tennisti giapponesi – come non gli succedeva da anni – alle spalle di Yoshihito Nishioka.
A fine luglio prende parte ai Giochi olimpici di Tokyo e al primo turno elimina in due set il nº 7 del mondo Andrej Rublëv, accede ai quarti di finale con le vittorie su Marcos Giron e Il'ja Ivaška e viene eliminato da Djokovic, che gli concede due soli giochi. In coppia con Ben McLachlan si spinge fino ai quarti anche nel torneo di doppio, e vengono eliminati dalle teste di serie nº 1 Mektić / Pavić che vinceranno il titolo. Inizia lo swing americano sul cemento a Washington e arriva in semifinale, nella quale viene sconfitto da Mackenzie McDonald. Un infortunio alla spalla lo costringe al ritiro al Toronto Masters dopo aver superato il primo turno. Dopo due settimane di riposo si presenta agli US Open e al secondo turno si prende la rivincita su McDonald, imponendosi al quinto set, viene quindi nuovamente eliminato da Djokovic che vince in rimonta al quarto set. Chiude la stagione in ottobre, eliminato al secondo turno dell'Indian Wells Open da Daniel Evans.

### 2022: operazione all'anca, infortunio alla caviglia e uscita dal ranking
Un problema all'anca lo costringe a rinunciare ai primi tornei stagionali e a sottoporsi a un intervento chirurgico in artroscopia verso fine gennaio. Dopo l'operazione annuncia che i tempi di recupero previsti sono di circa sei mesi. A giugno si trova fuori dalla top 100 per la prima volta dal novembre 2010, e quello stesso mese riprende gli allenamenti. Quando il rientro sembra imminente, un infortunio alla caviglia lo costringe a rinviare il ritorno alle competizioni al 2023 e nell'ottobre 2022 esce dal ranking.

### 2023-2024: rientro, nuovi infortuni e nuovi rientri
Rientra alle competizioni il 13 giugno 2023 al Challenger del Caribbean Open – 21 mesi dopo l'ultimo match disputato – e concede 6 soli giochi al nº 333 ATP Christian Langmo. Vince anche gli incontri successivi e si aggiudica il titolo con il successo in finale sul nº 1118 del ranking Michael Zheng. Nei successivi Challenger di Bloomfield Hills e Chicago esce di scena rispettivamente al secondo turno e nei quarti di finale. Torna a giocare nel circuito maggiore all'Atlanta Open e al primo turno supera Jordan Thompson, si spinge poi fino ai quarti e raccoglie solo 6 giochi contro Taylor Fritz, che vincerà il torneo. Un infortunio a un ginocchio gli impedisce di giocare i tornei successivi e gli impone un nuovo lungo periodo di riabilitazione.
Riprende gli allenamenti e nel febbraio 2024 annuncia l'ingresso nel suo team di allenatori dell'ex campione svedese Thomas Johansson. Torna nel circuito solo per giocare al Miami Open 2024 ed esce al primo turno. Rientra a fine maggio al Roland Garros e supera al quinto set Gabriel Diallo, si ritira durante il match di secondo turno per un dolore alla spalla. Si ripresenta a Wimbledon e viene eliminato al primo turno da Arthur Rinderknech dopo essersi trovato in vantaggio di due set a uno. Alle Olimpiadi di Parigi gioca i tornei di singolare, doppio e doppio misto e vince un solo incontro in doppio misto. Torna in evidenza con la vittoria al secondo turno del Canadian Open sulla testa di serie nº 8 Stefanos Tsitsipas. Supera anche Nuno Borges ed esce nei quarti per mano di Matteo Arnaldi. Guadagna 354 posizioni nel ranking e risale alla 222ª.
Rinuncia a giocare i successivi tornei nordamericani sul cemento, compresi gli US Open, e viene sconfitto nei quarti nei due successivi Challenger italiani su terra rossa. Torna a giocare in Coppa Davis e sconfigge Nicolas Meija nella vittoriosa sfida con la Colombia. All'ATP 500 di Tokyo elimina Čilić, che al rientro dopo una lunga convalescenza aveva appena vinto il torneo ATP Hangzhou Open, e il top 30 Jordan Thompson. Nei quarti perde contro Holger Rune dopo aver vinto il  primo set e rientra nella top 200. All'ultimo impegno stagionale vince il Challenger 125 di Helsinki con il successo in finale su Luca Nardi e chiude il 2024 alla 106ª posizione del ranking ATP.

### 2025: una finale ATP, ritorno nella top 60 e nuova convalescenza
All'esordio stagionale torna a giocare una finale ATP dopo sei anni all'Hong Kong Open. Viene sconfitto da Alexandre Müller con il punteggio di 6-2, 1-6, 3-6 dopo aver eliminato Denis Shapovalov, il nº 19 ATP Karen Chačanov, Cameron Norrie e in semifinale Shang Juncheng. Con questi risultati torna nella top 100, al 74º posto, e dopo l'eliminazione al secondo turno degli Australian Open risale al 70º. Nella vittoriosa sfida per 3-2 contro la Gran Bretagna alle qualificazioni di Coppa Davis perde il primo singolare e si aggiudica il punto decisivo superando Billy Harris in due set. Eliminato al turno di esordio nei successivi tornei ATP, non va oltre il secondo turno all'Indian Wells Open. Raggiunge la semifinale al Challenger 175 dell'Arizona Tennis Classic e cede in due set all'emergente João Fonseca dopo aver sconfitto il top 40 Flavio Cobolli. Le fatiche sostenute lo inducono a rinunciare al Miami Open per preparare la stagione su terra battuta.
Nell'arco di due mesi disputa solo tre tornei su terra battuta, esce sempre al secondo turno e sale al 58º posto mondiale. Si ritira durante il Geneva Open per mal di schiena e deve affrontare un nuovo periodo di convalescenza. Torna in campo dopo quasi tre mesi al Cincinnati Open ed esce di scena al primo turno.

## Caratteristiche tecniche
Il suo colpo migliore è il rovescio e le superfici che predilige sono il cemento e la terra battuta. Pur non essendo altissimo (178 cm), possiede un buon servizio con il quale spesso è in grado di aprirsi il campo. Molto abile in risposta al servizio, fa della rapidità di spostamento una delle sue armi migliori, accompagnata da un ottimo rovescio a due mani. È inoltre in grado di reggere la fatica sia mentale che fisica degli incontri più lunghi, merito anche della collaborazione con il suo allenatore Michael Chang, che lo ha migliorato dal punto di vista della concentrazione. Da Chang ha inoltre imparato a variare il proprio gioco in funzione dei punti deboli dell'avversario. È particolarmente efficace quando viene messo sotto pressione, era il migliore del circuito in una statistica del 2018 basata sulle percentuali di break point convertiti e salvati, tiebreak vinti e incontri vinti nel set decisivo. In un'altra statistica relativa al periodo tra il 1991 e il 2020, è risultato il tennista che ha la più alta percentuale di incontri vinti al terzo set dopo aver perso il primo. Ha però spesso dimostrato una certa fragilità negli incontri più importanti dei tornei maggiori, in particolar modo nelle sfide contro i migliori giocatori.

## Statistiche

### Singolare

#### Vittorie (12)
| Legenda              |
| Grande Slam (0)      |
| ATP Finals (0)       |
| ATP Masters 1000 (0) |
| ATP Tour 500 (6)     |
| ATP Tour 250 (6)     |

| N.  | Data              | Torneo                                                 | Superficie  | Avversario in finale | Punteggio        |
| 1.  | 11 febbraio 2008  | Delray Beach Open, Delray Beach                        | Cemento     | James Blake          | 3–6, 6–1, 6–4    |
| 2.  | 7 ottobre 2012    | Japan Open Tennis Championships, Tokyo                 | Cemento     | Milos Raonic         | 7–6(5), 3–6, 6–0 |
| 3.  | 24 febbraio 2013  | U.S. National Indoor Tennis Championships, Memphis     | Cemento (i) | Feliciano López      | 6–2, 6–3         |
| 4.  | 16 febbraio 2014  | U.S. National Indoor Tennis Championships, Memphis (2) | Cemento (i) | Ivo Karlović         | 6–4, 7–6(0)      |
| 5.  | 27 aprile 2014    | Barcelona Open, Barcellona                             | Terra rossa | Santiago Giraldo     | 6–2, 6–2         |
| 6.  | 28 settembre 2014 | Malaysian Open, Kuala Lumpur                           | Cemento (i) | Julien Benneteau     | 7–6(4), 6–4      |
| 7.  | 5 ottobre 2014    | Japan Open Tennis Championships, Tokyo (2)             | Cemento     | Milos Raonic         | 7–6(5), 4–6, 6–4 |
| 8.  | 15 febbraio 2015  | Memphis Open, Memphis (3)                              | Cemento (i) | Kevin Anderson       | 6–4, 6–4         |
| 9.  | 26 aprile 2015    | Barcelona Open, Barcellona (2)                         | Terra rossa | Pablo Andújar        | 6–4, 6–4         |
| 10. | 9 agosto 2015     | Washington Open, Washington                            | Cemento     | John Isner           | 4–6, 6–4, 6–4    |
| 11. | 14 febbraio 2016  | Memphis Open, Memphis (4)                              | Cemento (i) | Taylor Fritz         | 6–4, 6–4         |
| 12. | 6 gennaio 2019    | Brisbane International, Brisbane                       | Cemento     | Daniil Medvedev      | 6–4, 3–6, 6–2    |

#### Finali perse (15)
| Legenda              |
| Grande Slam (1)      |
| ATP Finals (0)       |
| ATP Masters 1000 (4) |
| ATP Tour 500 (6)     |
| ATP Tour 250 (4)     |

| N.  | Data             | Torneo                                       | Superficie  | Avversario in finale | Punteggio          |
| 1.  | 10 aprile 2011   | U.S. Men's Clay Court Championships, Houston | Terra rossa | Ryan Sweeting        | 4–6, 6(3)–7        |
| 2.  | 6 novembre 2011  | Swiss Indoors, Basilea                       | Cemento (i) | Roger Federer        | 1–6, 3–6           |
| 3.  | 11 maggio 2014   | Madrid Open, Madrid                          | Terra rossa | Rafael Nadal         | 6–2, 4–6, 0–3 rit. |
| 4.  | 8 settembre 2014 | US Open, New York                            | Cemento     | Marin Čilić          | 3–6, 3–6, 3–6      |
| 5.  | 1º marzo 2015    | Abierto Mexicano de Tenis, Acapulco          | Cemento     | David Ferrer         | 3–6, 5–7           |
| 6.  | 3 aprile 2016    | Miami Open, Miami                            | Cemento     | Novak Đoković        | 3–6, 3–6           |
| 7.  | 26 aprile 2016   | Barcelona Open, Barcellona                   | Terra rossa | Rafael Nadal         | 4–6, 5–7           |
| 8.  | 31 luglio 2016   | Canadian Open, Toronto                       | Cemento     | Novak Đoković        | 3–6, 5–7           |
| 9.  | 30 ottobre 2016  | Swiss Indoors, Basilea (2)                   | Cemento (i) | Marin Čilić          | 1–6, 6(5)–7        |
| 10. | 8 gennaio 2017   | Brisbane International, Brisbane             | Cemento     | Grigor Dimitrov      | 2–6, 6–2, 3–6      |
| 11. | 19 febbraio 2017 | Argentina Open, Buenos Aires                 | Terra rossa | Aleksandr Dolhopolov | 6(4)–7, 4–6        |
| 12. | 22 aprile 2018   | Monte Carlo Masters, Monte Carlo             | Terra rossa | Rafael Nadal         | 3–6, 2–6           |
| 13. | 10 ottobre 2018  | Japan Open Tennis Championships, Tokyo       | Cemento     | Daniil Medvedev      | 2–6, 4–6           |
| 14. | 28 ottobre 2018  | Vienna Open, Vienna                          | Cemento (i) | Kevin Anderson       | 3–6, 6(3)–7        |
| 15  | 5 gennaio 2025   | Hong Kong Open, Hong Kong                    | Cemento     | Alexandre Müller     | 6-2, 1-6, 3-6      |

### Doppio

#### Finali perse (1)
| Legenda              |
| Grande Slam (0)      |
| ATP Finals (0)       |
| ATP Masters 1000 (0) |
| ATP Tour 500 (0)     |
| ATP Tour 250 (1)     |

| N. | Data            | Torneo                           | Superficie | Compagno             | Avversari in finale     | Punteggio   |
| 1. | 11 gennaio 2015 | Brisbane International, Brisbane | Cemento    | Aleksandr Dolhopolov | Jamie Murray John Peers | 3–6, 6(4)–7 |